# Youngstown (Ohio)
Youngstown (ang. City of Youngstown) – miasto w Stanach Zjednoczonych, w stanie Ohio, nad rzeką Mahoning, u podnóża Appalachów. Według danych z 2022 roku miasto miało 59 144 mieszkańców, oraz 535,5 tys. w obszarze metropolitalnym (razem z miastami Warren i Boardman).
Miasto zawdzięcza swoją nazwę Johnowi Youngowi, wczesnemu osadnikowi z Whitestown.
W mieście rozwinął się przemysł gumowy, papierniczy, lotniczy, samochodowy, meblarski oraz materiałów budowlanych. Od lat 80. XX wieku, kiedy Youngstown straciło 50 tys. miejsc pracy w hutnictwie i przemyśle pokrewnym, stało się sztandarowym przykładem deindustrializacji.

## Geografia
Youngstown leży na 41°05′47″ szerokości geograficznej północnej i 80°38′57″ długości geograficznej zachodniej.
Według United States Census Bureau całkowita powierzchnia miasta wynosi 89,5 km², z czego 87,9 km² zajmuje ląd i 1,6 km² powierzchni zajmuje woda. Procent powierzchni zajmowanej przez wodę wynosi 1,8%.

## Demografia
Według danych z 2022 roku 41,8% mieszkańców głównego miasta, to Afroamerykanie lub osoby czarnoskóre, 41,3% stanowią białe społeczności nielatynoskie, 11,2% to Latynosi, 9,3% była rasy mieszanej, 0,6% Azjaci i 0,6% to rdzenna ludność Ameryki.

## Sąsiedztwa

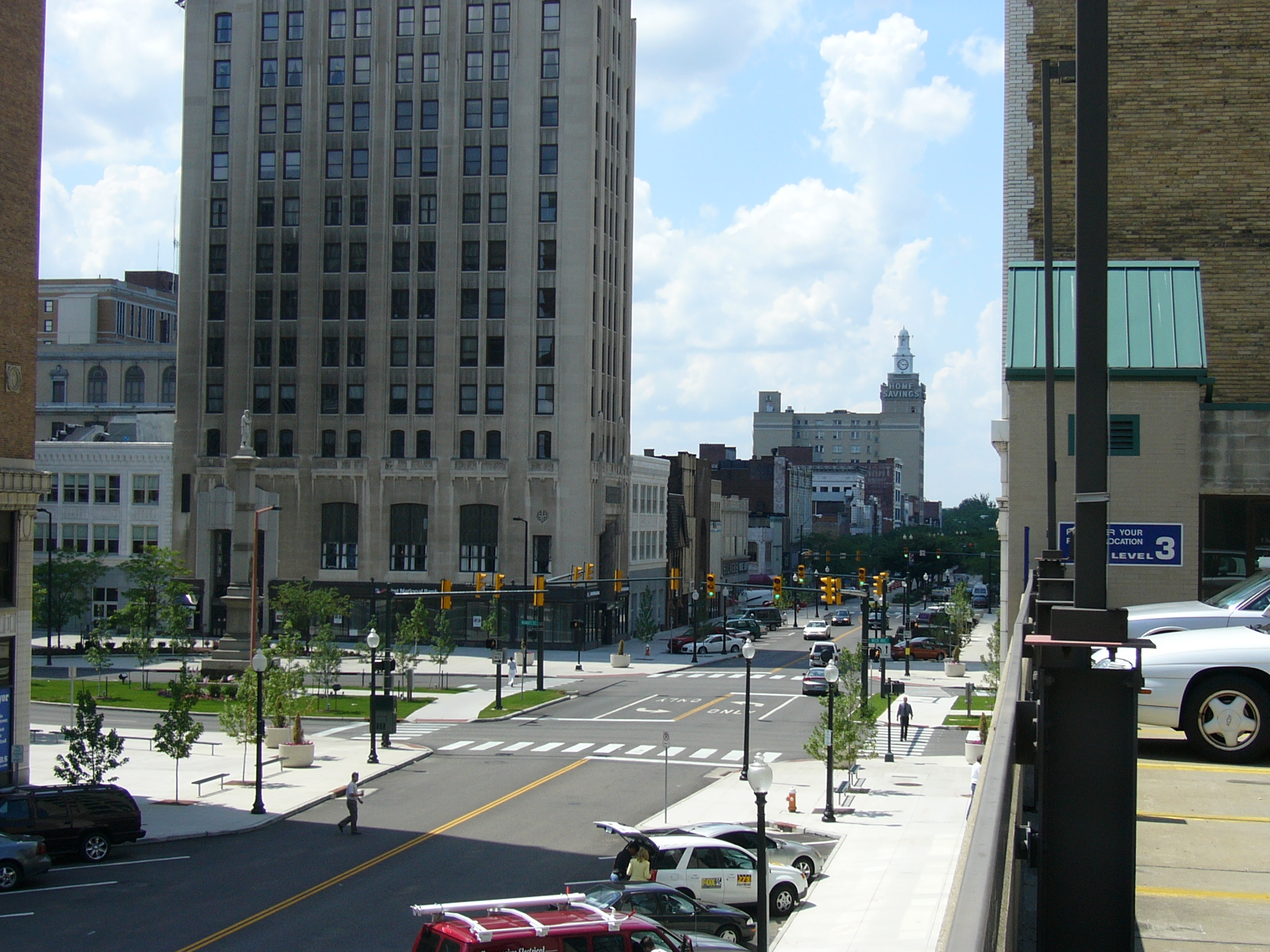
Centrum miasta

| - Beachwood - Boulevard Park - Brier Hill - Brownlee Woods - Buckeye - Cornersburg - Downtown - Fifth Avenue - Fosterville - Garden District | - Handel’s - Idora - Indian Village - Kirkmere - Lansdowne - Lansingville - Lincoln Knolls - Mahoning Commons - Newport - North Heights | - Oak Hill - Ohio Works - Performance Place - Pleasant Grove - Riverbend - Salt Springs - Schenley - Sharon Line - Smoky Hollow - University |

## Miasta partnerskie
- Al-Bira, Palestyna
- Nowa Wieś Spiska, Słowacja
- Salerno, Włochy